# Kompetencje społeczne
Kompetencje społeczne (ang. social skills) – udowodniona (w pracy, nauce oraz w rozwoju osobistym) zdolność samodzielnego stosowania posiadanych umiejętności z uwzględnieniem zinternalizowanego systemu wartości. Kompetencje społeczne określa się bazując na kategoriach odpowiedzialności i autonomii.
Efekty uczenia się, które składają się na kompetencje społeczne najtrudniej poddają się walidacji.
W języku potocznym wyrażenie „kompetencje społeczne” kojarzone jest przede wszystkim z umiejętnością życia wśród ludzi, w tym współpracy z innymi. W niektórych kontekstach kompetencje społeczne rozumie się też jako umiejętności interpersonalne.
Inne terminy o zbliżonym znaczeniu to dojrzałość społeczna, uspołecznienie oraz umiejętność zachowania się odpowiednio do sytuacji.